# Vägförening
En vägförening (Sverige) eller ett väglag (Finland) är en samfällighetsförening med uppgift att förvalta och underhålla en enskild väg.

## Finland
I Finland kan vägdelägare bilda ett väglag för att sköta väghållningen. 

## Sverige
I Sverige bildas vägföreningar enligt 20 § Lag (1973:1150) om förvaltning av samfälligheter. 
Kostnader för väghållning med mera för enskild väg, som inte täcks av bidrag från staten eller kommunen uttaxeras på vägföreningens medlemmar enligt 40 § (1973:1150 ). 
Många enskilda vägar sköts av vägföreningar som är medlemmar i Riksförbundet Enskilda Vägar.